# Калиник Босненски и Сараевски
 Тази статия е за митрополита на Вселенската патриаршия.  За митрополита на Охридската архиепископия вижте Йосиф Пелагонийски (XVIII век).  
Калиник (на гръцки: Καλλίνικος) е православен духовник, митрополит на Вселенската патриаршия.

## Биография
Роден е в Цариград, вероятно в караманлийско семейство от Кападокия. Служи като патриаршески викарий. През юли 1794 година е избран и по-късно ръкоположен за дебърски митрополит.
През ноември 1802 година е избран за босненски митрополит. Като босненски митрополит се споменава за първи път като подписал синодалния акт от месец 1808 година за независимостта на Мецовската екзархия. Неговият подпис се намира и върху акта на патриарх Кирил VI Константинополски от 1815 година за присъединяването на на Нишавската архиепископия към Нишката митрополия, под ръководството на нишкия митрополит Мелетий.
По негово време избухва Първото сръбско въстание, което има голям отзвук сред сърбите в Босна. От ферман, изпратен до кадията на Сараево на 5 февруари 1808 година става ясно, че митрополит Калиник е в Цариград по някаква работа и че по искане на патриарха и Светия синод за негов приемник е назначен митрополит Евгений Зворнишки.
При управлението на митрополит Калиник в Босна се появява Венедикт Кралевич, който събира милостиня за монасите от Синайския манастир. Кралевич успява да подкупи секретаря на митрополит Калиник, който фалшифицира писмото на патриарха, издадено за посвещение в епископско достойнство на протосингел Антим. Името на Антим е заличено и вписано името на Венедикт Кралевич. След това митрополит Калиник с митрополитите на Призрен и Херцеговина през 1806 година ръкоположиха Кралевич, давайки му титлата кратовски епископ. Митрополит Калиник отстъпва на Кралевич срещу 4500 гроша управлението на Босненската митрополия и се оттегля в Цариград.
Умира в 1816 година.